# Scharlakansvårskål s. str.
Scharlakansvårskål s. str. (Sarcoscypha coccinea) är en svampart som först beskrevs av Nikolaus Joseph von Jacquin, och fick sitt nu gällande namn av Pier Andrea Saccardo 1889. Scharlakansvårskål s. str. ingår i släktet Sarcoscypha och familjen Sarcoscyphaceae.  Artens status i Sverige är: Ej påträffad. Inga underarter finns listade i Catalogue of Life.

## Källor

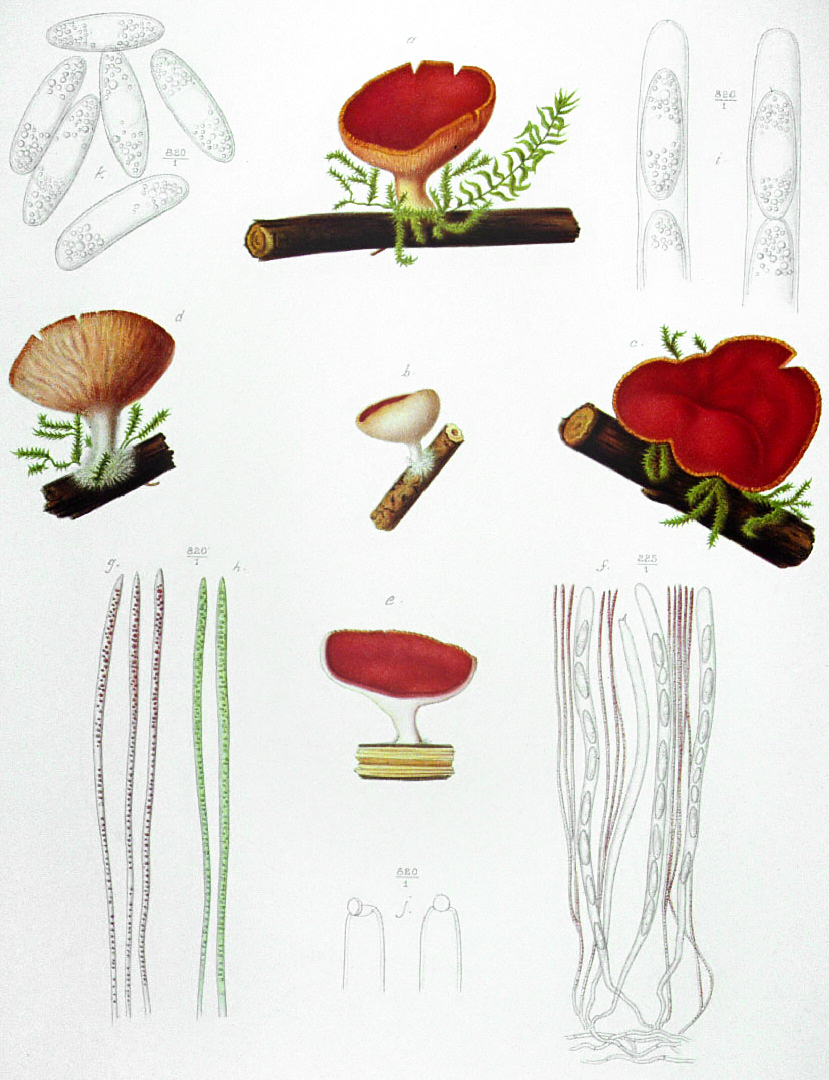
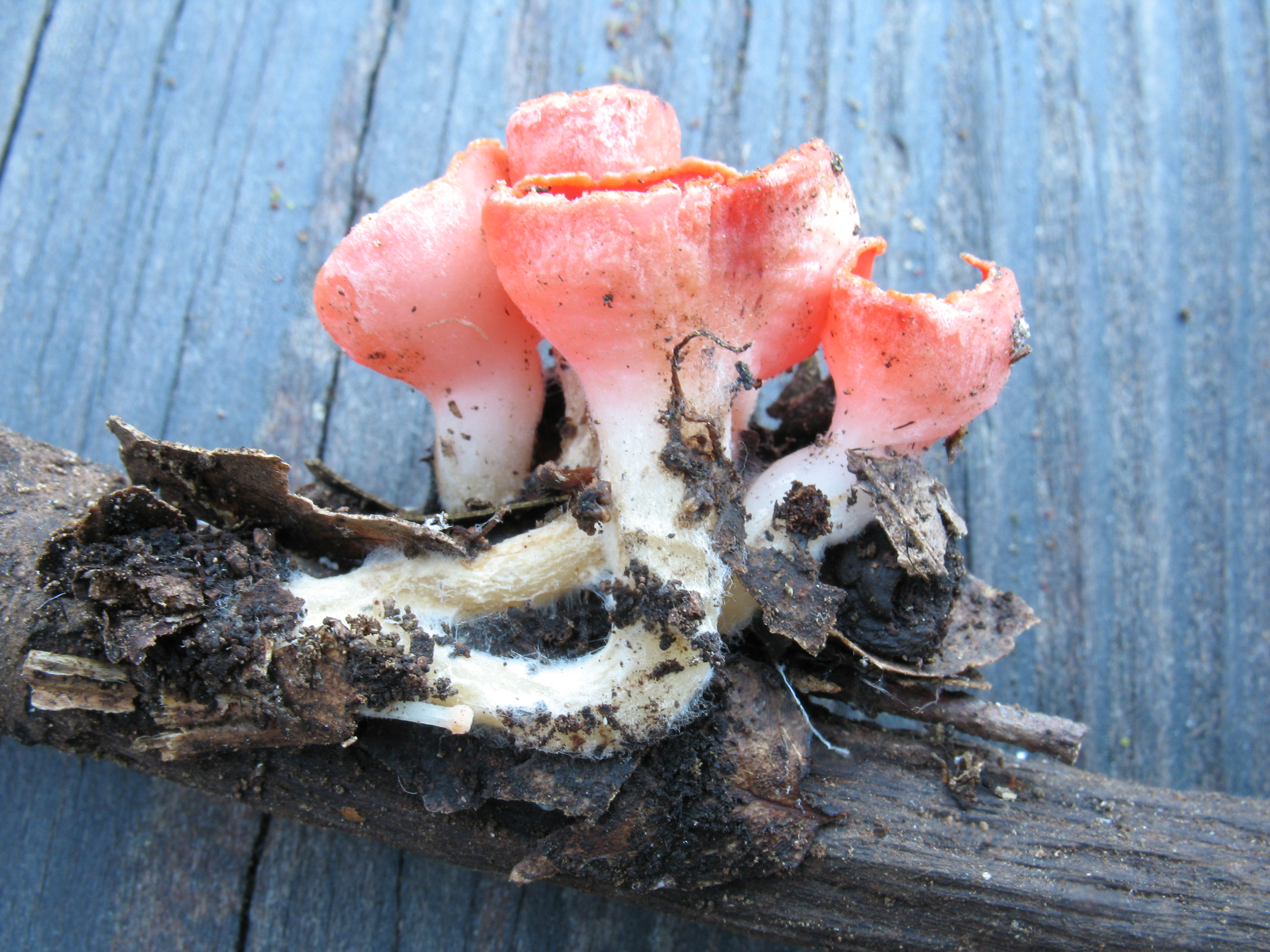
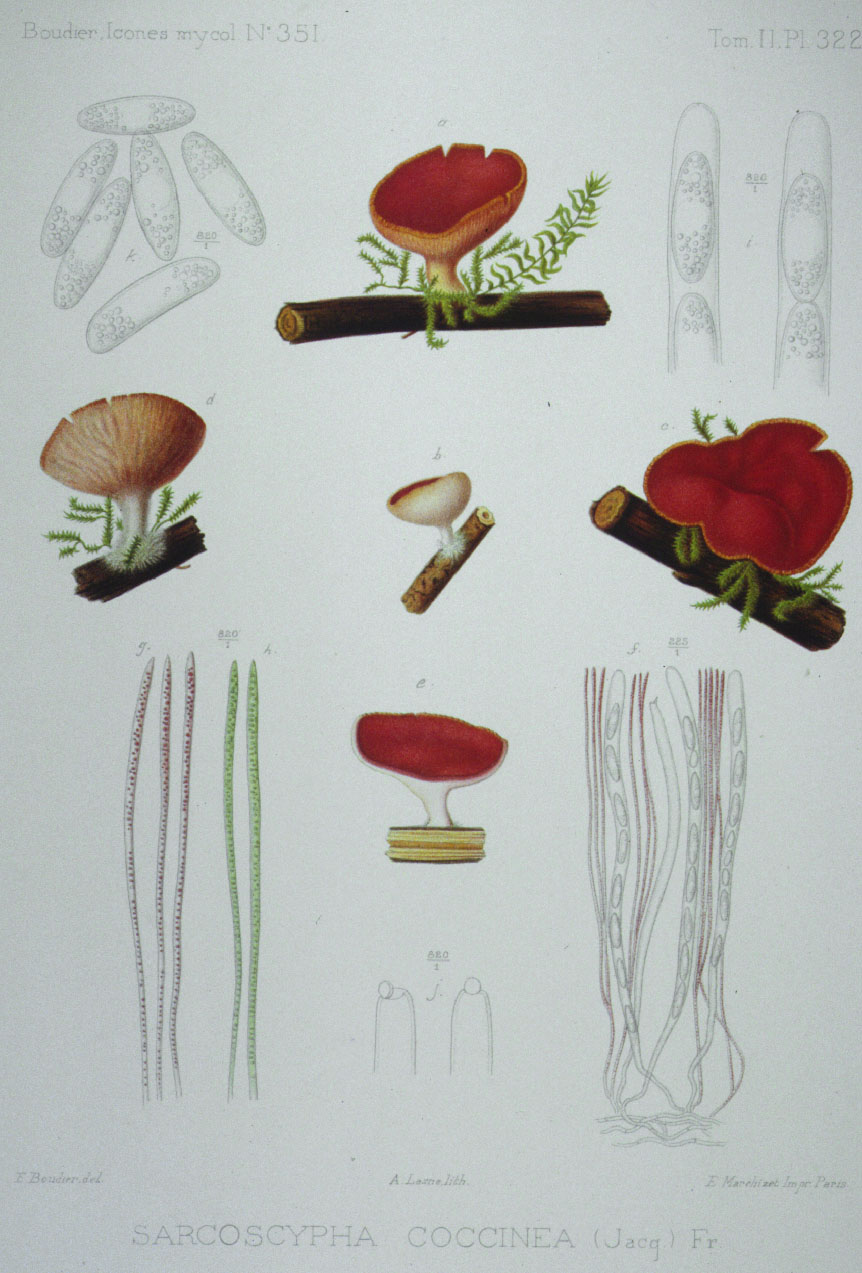
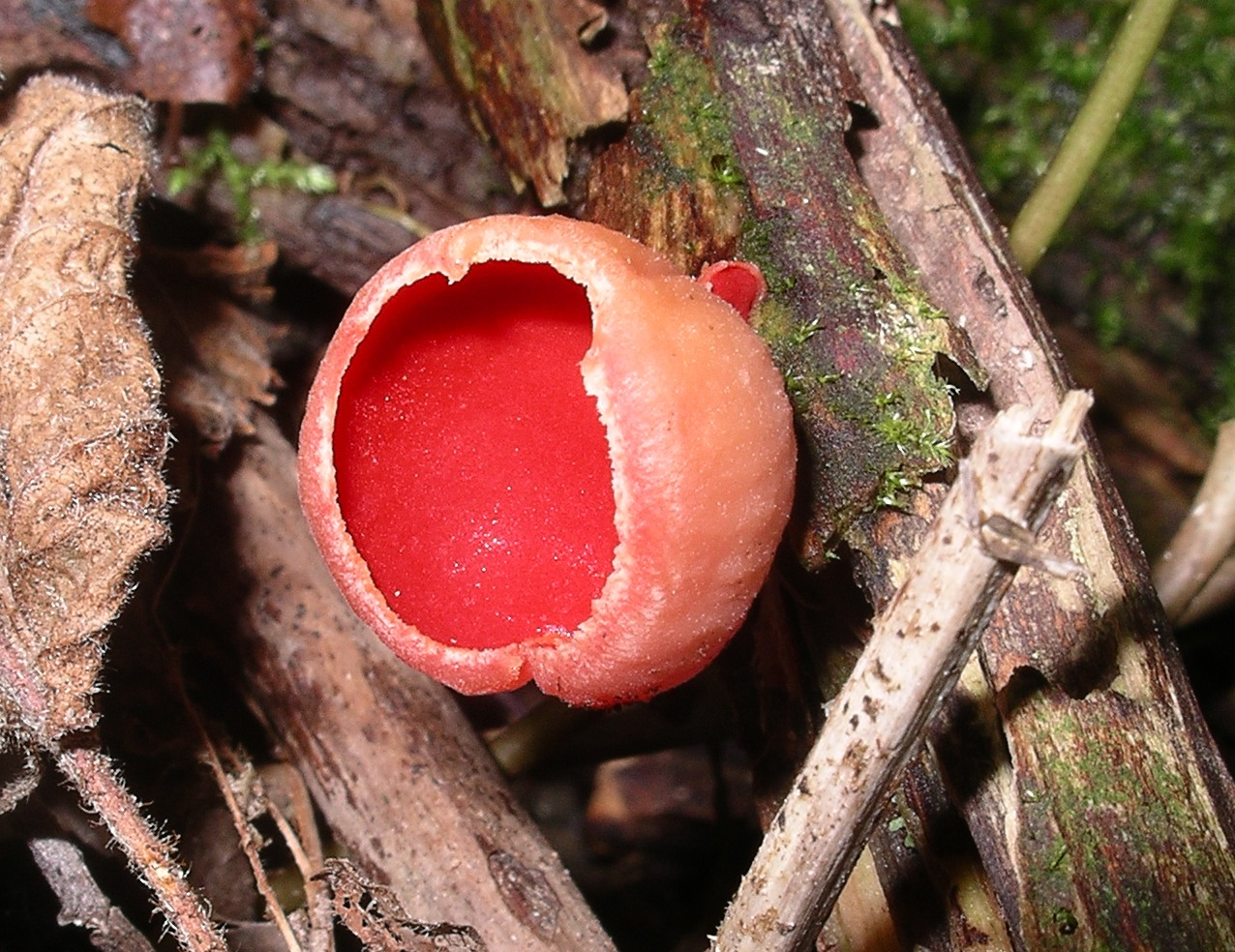
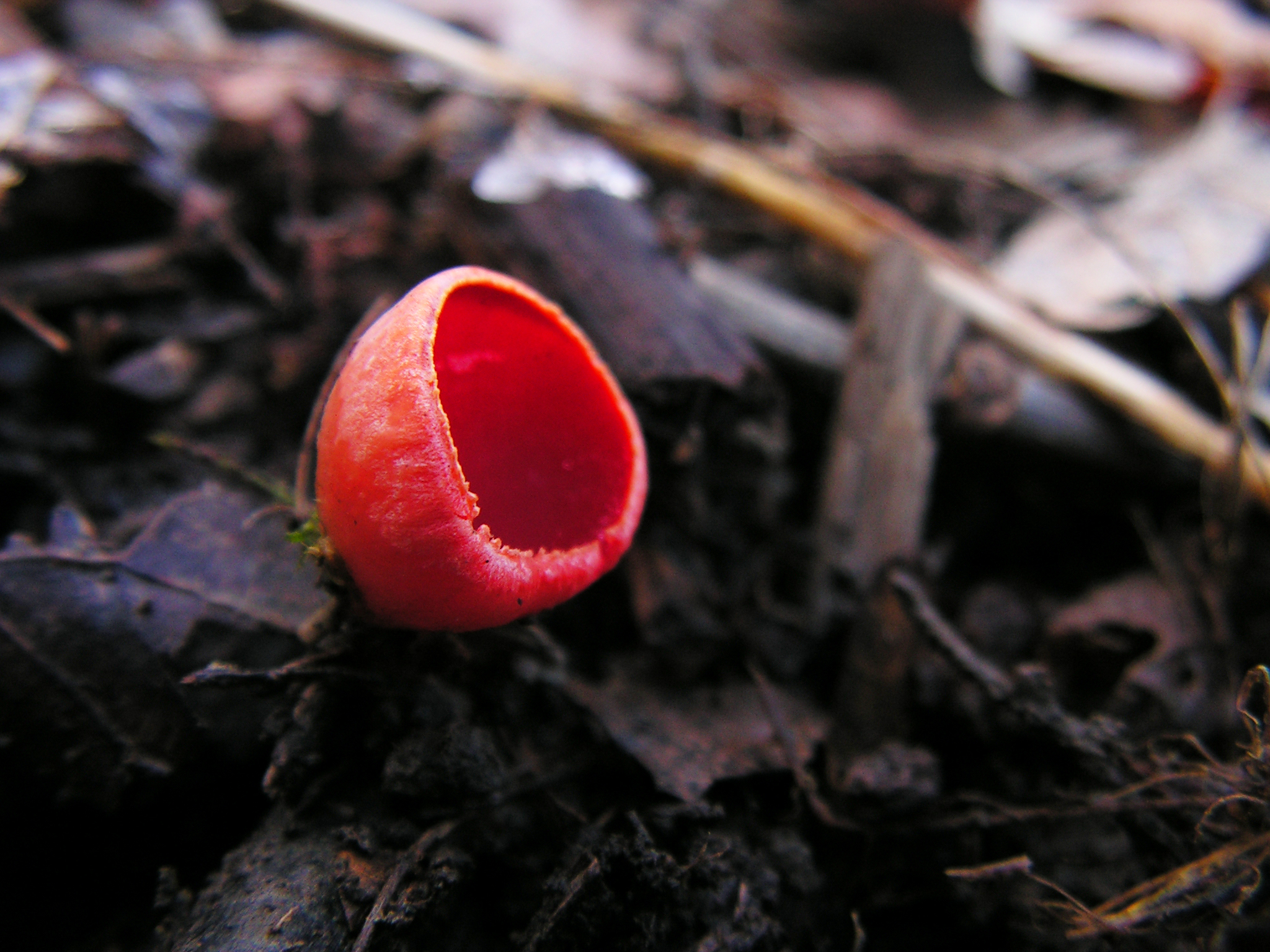
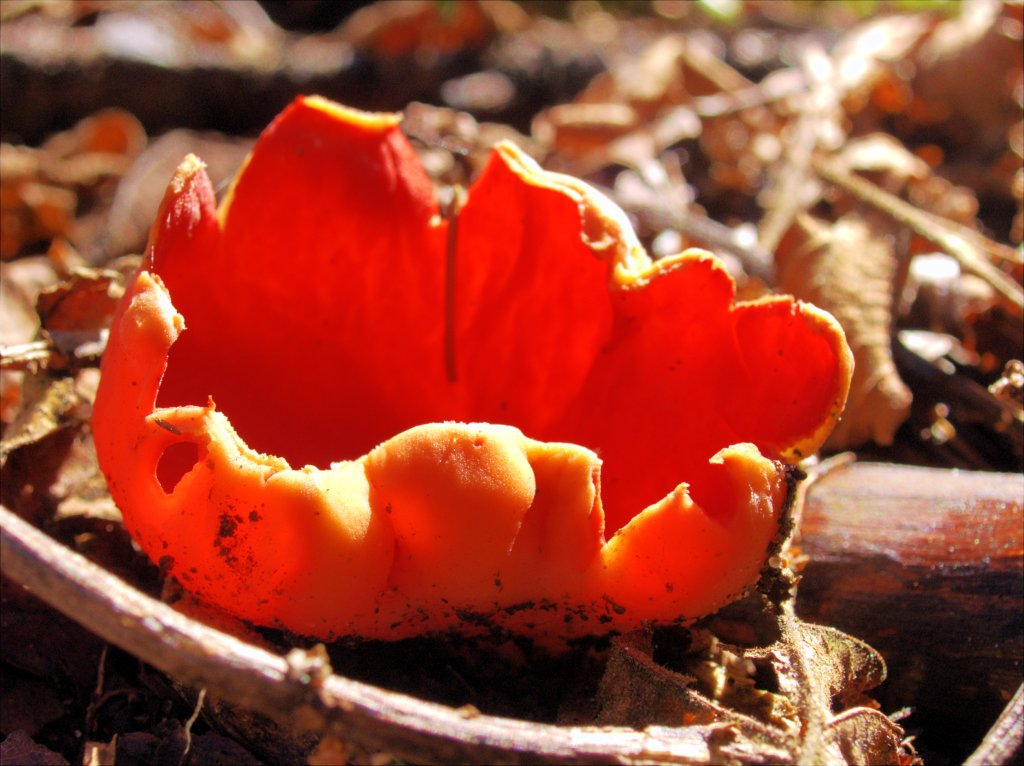
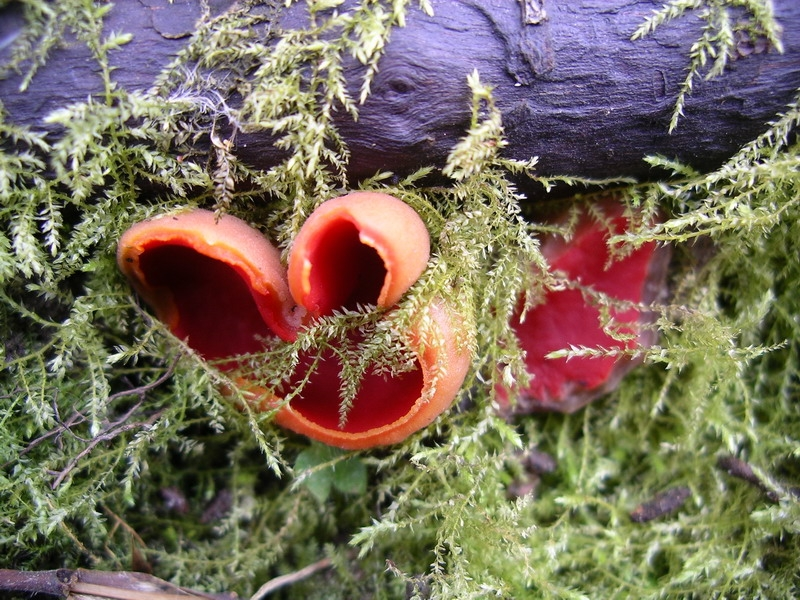
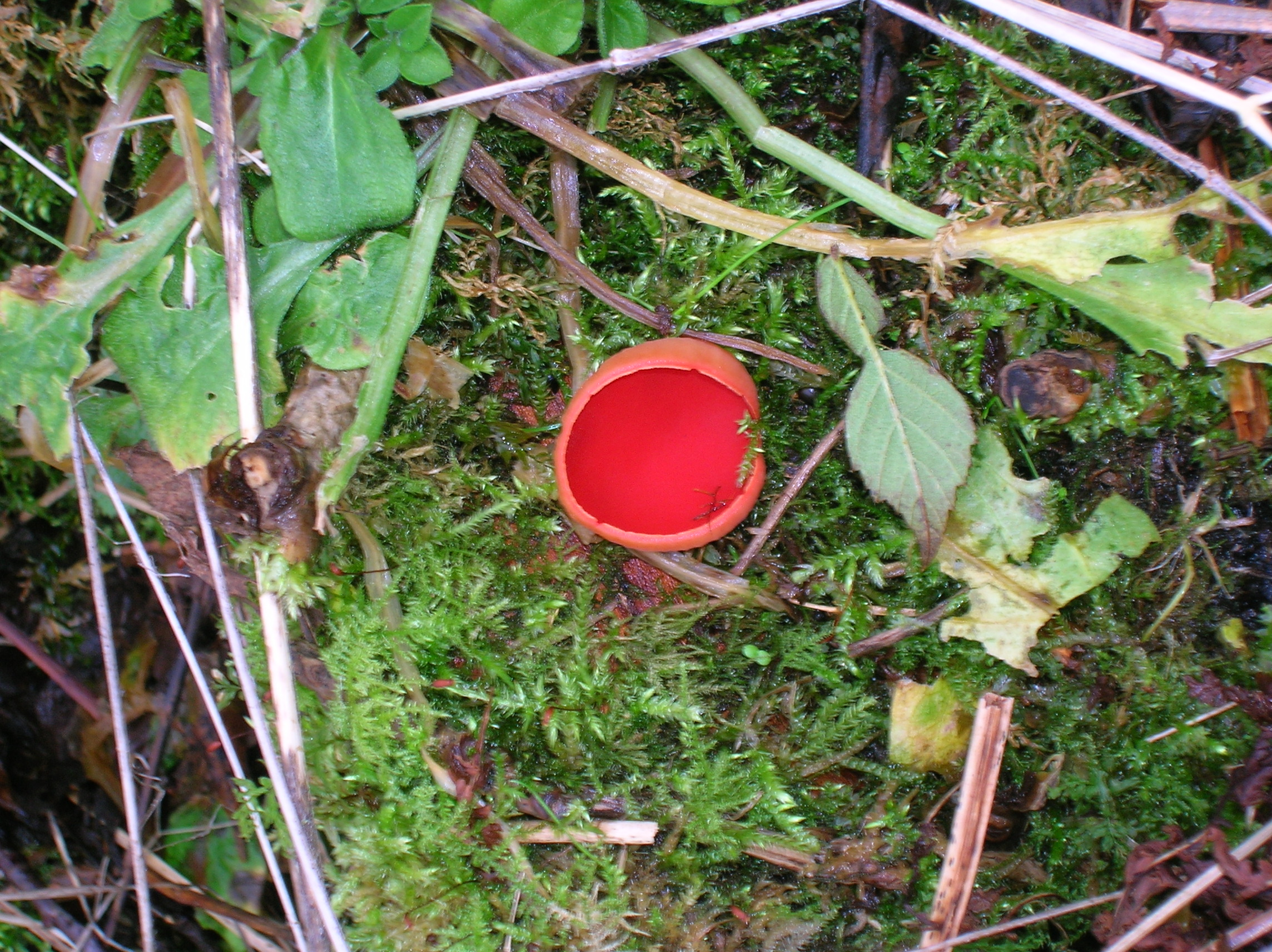